# Grängesbergs församling
Grängesbergs församling var en församling i Västerbergslagens kontrakt, Västerås stift och Ludvika kommun. Den omfattade tätorten Grängesberg med ett mindre omland nära gränsen till Örebro län. Församlingen tillhörde Grangärde pastorat tillsammans med Grangärde församling och Säfsnäs församling, med vilka den 2010 bildade Gränge-Säfsnäs församling.

## Administrativ historik
Församlingen bildades genom utbrytning från Grangärde församling 1904 som kapellförsamling och 1942 som fullt egen församling. Senare har ett område från Ljusnarsberg tillförts.
Församlingen tillhörde Grangärde pastorat tillsammans med Grangärde församling och Säfsnäs församling, med vilka den 2010 bildade Gränge-Säfsnäs församling.

## Geografi
Geografiskt var församlingen delad mellan landskapen Västmanland och Dalarna. I västmanlandsdelen låg landskapets högsta berg, Fjällberget (466 m ö.h.).

## Kyrkor
Församlingskyrka var Grängesbergs kyrka, som 1974 ersatte en äldre kyrka av trä. Detta skedde sedan den gamla kyrkan låg för nära sprickbildningen vid Grängesbergs gruvor och den flyttades sedan 1976 till Orsa.

## Befolkningsutveckling
Folkmängden i Gränge-Säfsnäs församling var 8 233 år 2010.
| Befolkningsutvecklingen i Grängesbergs församling 1900–1990                                                                                        | Befolkningsutvecklingen i Grängesbergs församling 1900–1990 | Befolkningsutvecklingen i Grängesbergs församling 1900–1990 | Befolkningsutvecklingen i Grängesbergs församling 1900–1990 | Befolkningsutvecklingen i Grängesbergs församling 1900–1990 |
| --- | ----------------------------------------------------------- | ----------------------------------------------------------- | ----------------------------------------------------------- | ----------------------------------------------------------- |
| |                                                             |                                                             |                                                             |                                                             |
| År |                                                             |                                                             | Folkmängd                                                   |                                                             |
| 1900 | 1900                                                        |                                                             | 3 346                                                       |                                                             |
| 1910 | 1910                                                        |                                                             | 4 688                                                       |                                                             |
| 1920 | 1920                                                        |                                                             | 5 275                                                       |                                                             |
| 1930 | 1930                                                        |                                                             | 5 985                                                       |                                                             |
| 1940 | 1940                                                        |                                                             | 5 285                                                       |                                                             |
| 1950 | 1950                                                        |                                                             | 6 015                                                       |                                                             |
| 1960 | 1960                                                        |                                                             | 6 685                                                       |                                                             |
| 1970 | 1970                                                        |                                                             | 6 138                                                       |                                                             |
| 1980 | 1980                                                        |                                                             | 5 336                                                       |                                                             |
| 1990 | 1990                                                        |                                                             | 4 677                                                       |                                                             |
| Anm: Tabellen avser endast Grängesberg församling och inkluderar ej Grangärde församling. Källor: Demografiska databasen, CEDAR, Umeå universitet. |                                                             |                                                             |                                                             |                                                             |